# Sorrento (Luisiana)
Sorrento é uma cidade  localizada no estado americano de Luisiana, na Paróquia de Ascension.

## Demografia
Segundo o censo americano de 2000, a sua população era de 1227 habitantes.
Em 2006, foi estimada uma população de 1423, um aumento de 196 (16.0%).

## Geografia
De acordo com o United States Census Bureau tem uma área de
8,1 km², dos quais 8,1 km² cobertos por terra e 0,0 km² cobertos por água. Sorrento localiza-se a aproximadamente 3 m acima do nível do mar.

## Localidades na vizinhança
O diagrama seguinte representa as localidades num raio de 24 km ao redor de Sorrento.